# Mlynárovce
Mlynárovce este o comună slovacă, aflată în districtul Svidník din regiunea Prešov. Localitatea se află la altitudinea de 296 m deasupra n.m., se întinde pe o suprafață de 11,22 km2 și în 2017 număra 215 locuitori.

## Istoric
Localitatea Mlynárovce este atestată documentar din 1414.

## Demografie
| An:                | 1994 | 2004   | 2014   | 2024   |
| ------------------ | ---- | ------ | ------ | ------ |
| Număr de persoane: | 227  | 233    | 216    | 221    |
| Diferență:         |      | +2,64% | −7,29% | +2,31% |

| An:                | 2023 | 2024   |
| ------------------ | ---- | ------ |
| Număr de persoane: | 215  | 221    |
| Diferență:         |      | +2,79% |